# Angraecum letouzeyi
Angraecum letouzeyi är en orkidéart som beskrevs av Jean Marie Bosser. Angraecum letouzeyi ingår i släktet Angraecum och familjen orkidéer. Inga underarter finns listade i Catalogue of Life.